# Ruisseau et tourbière de Belbriette
Ruisseau et tourbière de Belbriette este o arie protejată (sit de importanță comunitară — SCI) din Franța întinsă pe o suprafață de 19 ha, integral pe uscat.

## Localizare
Centrul sitului Ruisseau et tourbière de Belbriette este situat la coordonatele 48°04′42″N 6°59′10″E / 48.07833°N 6.98611°E.

## Înființare
Situl Ruisseau et tourbière de Belbriette a fost declarat arie specială de conservare în baza directivei 92/43 din 1992 referitoare la conservarea habitatelor naturale și a faunei și florei sălbatice pentru a proteja 3 specii de animale.

## Biodiversitate
Situată în ecoregiunea continentală, aria protejată conține 9 habitate naturale: Mlaștini turboase de tranziție și turbării mișcătoare, Mlaștini împădurite, Turbării active, Pajiști cu Molinia pe soluri calcaroase, turboase sau argilos-nămoloase (Molinion caeruleae), Fânețe montane, Mlaștini oligotrofe degradate, capabile încă de regenerare naturală, Liziere de ierburi înalte hidrofile de câmpie și de nivel montan până la alpin, Cursuri de apă de la nivel de câmpie la nivel montan, cu vegetație Ranunculion fluitantis și Callitricho-Batrachion, Păduri de fag Luzulo-Fagetum.
La baza desemnării sitului se află mai multe specii protejate:
- nevertebrate (1): Lycaena helle
- pești (2): zglăvoacă (Cottus gobio), Cottus perifretum

Pe lângă speciile protejate, pe teritoriul sitului au mai fost identificate 3 specii de plante, 5 specii de nevertebrate.